# 85422 Maedanaoe
85422 Maedanaoe è un asteroide della fascia principale. Scoperto nel 1996, presenta un'orbita caratterizzata da un semiasse maggiore pari a 2,6872783 UA e da un'eccentricità di 0,2821317, inclinata di 13,39309° rispetto all'eclittica.